# Moviment per a l'Alliberament dels Pobles
Moviment per a l'Alliberament dels Pobles (castellà: Movimiento para la Liberación de los Pueblos, abreujat MLP) és un partit polític de Guatemala.

## Història
El moviment social va ser registrat el 8 de desembre de 2016 al Tribunal Suprem Electoral i el seu procés d'inscripció va finalitzar el 7 de desembre de 2018. El secretari general del partit és Byron Alfredo González. Té més de 23800 afiliats. Està constituït principalment per membres del Comitè de Desenvolupament Camperol (CODECA). Alguns dirigents han estat acusats de robatori d'electricitat, així com de participar en múltiples manifestacions per exigir la dimissió del president Jimmy Morales per corrupció. Han acusat a la URNG i al Winaq de no representar els pobles indígenes. El 21 de novembre de 2018, l'organització política va complir els requisits i va ser oficialitzada com a partit polític.
El 16 de juny de 2019, el MLP es representà per primer cop a les eleccions generals de Guatemala amb Thelma Cabrera com a presidenciable i Neftaly López com a candidat a vicepresident, quedant en quarta posició a la primera volta i superant el 10% dels sufragis.

## Eleccions presidencials
| Data d'elecció | Candidat de partit | Nombre de vots | Percentatge de vots | Nombre de vots | Percentatge de vots | Resultat |
| Data d'elecció | Candidat de partit | Primera volta  | Primera volta       | Segona volta   | Segona volta        | Resultat |
| -------------- | ------------------ | -------------- | ------------------- | -------------- | ------------------- | -------- |
| 2019           | Thelma Cabrera     | 452539         | 10,42               |                |                     |          |